# Attentat de 2015 à Ankara
 (août 2018).
Pour les articles homonymes, voir attentat d'Ankara.
L'attentat de 2015 à Ankara est un attentat terroriste islamiste qui a eu lieu en Turquie le 10 octobre 2015 à proximité de la gare de la capitale turque. Il a été perpétré par une cellule turque de l'État islamique. Selon le bureau du procureur d'Ankara chargé de l'enquête, le dernier bilan humain est d'au moins 102 morts voire 128 selon un bilan non officiel de l'Union des médecins de Turquie et plus de 500 blessés.
C'est l'attentat le plus meurtrier de l'histoire de la Turquie. Les victimes sont principalement des manifestants pacifistes qui ont répondu à l'appel de plusieurs syndicats de gauche soutenus avant tout par le Parti démocratique des peuples (HDP) pour notamment exprimer leur mécontentement face à la montée des violences entre les forces turques et les rebelles du Parti des travailleurs du Kurdistan (PKK).
Le 3 août 2018, neuf personnes reconnues coupables d'avoir participé à cet attentat ont été condamnées à la prison à vie par un tribunal turc.

## Contexte

### Échec électoral du parti au pouvoir
À l'issue des élections législatives turques de juin 2015, le Parti de la justice et du développement (AKP) sort vainqueur mais perd sa majorité absolue à la Grande Assemblée nationale de Turquie, notamment à cause du succès du Parti démocratique des peuples (HDP) de Selahattin Demirtaş. Dans l'impossibilité de constituer un gouvernement de coalition, le président turc Recep Tayyip Erdoğan convoque de nouvelles élections prévues en novembre.

### Manifestation de l'État islamique en Turquie
Depuis le début de cette période pré-électorale difficile, de nombreuses tensions, accrues par la position ambiguë de la Turquie vis-à-vis de l'État islamique, parfois violentes sont observées. Ainsi, le 20 juillet 2015, l'État islamique commet un attentat-suicide inédit à Suruç provoquant la mort de 33 étudiants socialistes qui manifestaient leur soutien à la reconstruction de la ville de Kobané devenue un symbole de la résistance kurde face aux djihadistes.

### Reprise du conflit kurde
À la suite de cet attentat, et d'autres qui le suivirent et qui sont perpétrées par le PKK à l'encontre de soldats turcs, les forces armées turques frappent des positions de l'État islamique et surtout du PKK en Irak et en Syrie. Le cessez-le-feu et plus généralement le processus de paix sur la question kurde est ainsi rompu en juillet 2015, cessez-le-feu qui avait été négocié entre le Turquie et le PKK en 2013. Cette rupture entre la Turquie et les rebelles kurdes du PKK engendre de vives tensions sociales et politiques, et de nombreuses manifestations de tout bord politique s'organisent régulièrement et un peu partout en Turquie.

## Organisation initiale de la manifestation
La manifestation du 10 octobre 2015 à Ankara a été annoncée le 21 septembre 2015 lors d'une conférence de presse commune des organisateurs au siège de l'Union turque des chambres d'ingénieurs et d'architectes (TMMOB) dans la capitale turque. Ces organisateurs sont, y compris la TMMOB, plusieurs confédérations syndicales turques de gauche :
- la Confédération des syndicats révolutionnaires de Turquie (DISK),
- la Confédération des syndicats des travailleurs du service public de Turquie (KESK),
- l'Union des médecins de Turquie (TTB).

Ils sont soutenus par d'autres syndicats et formations politiques de gauche dont le Parti démocratique des peuples (HDP) et le Parti du travail (EMEP) sont les plus importants.
Le slogan de la manifestation est « La guerre est une obstination, la paix tout de suite ! » (en turc « Savaşa inat, barış hemen şimdi! »).
Les manifestants sont invités à rejoindre le cortège qui doit partir à 10 h 00 locales devant la gare d'Ankara vers la place de Sıhhiye (tr) où un meeting, intitulé « Travail, paix et démocratie », doit commencer à 12 h 00. Le groupement compte environ 10 000 manifestants.

## Déroulement

### La double explosion
À 10 h 04 locales, la première bombe explose. Elle est suivie d'une deuxième explosion quelques secondes plus-tard. Selon le Ministère turc de la Santé, les secours sont prévenus dès 10 h 05 et arrivent dans les 15 minutes suivantes avec 56 ambulances. Les premiers blessés sont évacués à 11 h 00. Les manifestants survivants commencent par aider les blessés et cachent les cadavres avec des drapeaux. D'autres manifestants expriment leur colère aux policiers présents sur place mais sont repoussés immédiatement par des tirs de sommation et du gaz lacrymogène. La vidéo de la première explosion est diffusée à 10 h 27 par une agence d'information turque sur Twitter.

### Bilan humain
Le dernier bilan officiel indique au moins 102 morts et plus de 500 blessés. L'Union des médecins de Turquie annonce 128 morts, 516 blessés et 165 disparus. Le HDP quant à lui aurait identifié 120 morts puis annonce aussi 128 morts.

### Liste de soupçons
La double explosion est qualifiée d'attaque terroriste par une source gouvernementale anonyme. Le Premier ministre turc Ahmet Davutoğlu confirme le caractère terroriste de l'attentat et indique qu'il s'agit probablement de « deux kamikazes » ayant eu chacun sur eux au moins 5 kg de TNT et des centaines de billes en métal pour renforcer l'explosion. Selon les quotidiens turcs Hürriyet et Habertürk, l'un des kamikazes serait le frère de l'auteur de l'attentat de Suruç du 20 juillet 2015. L'autre terroriste serait une femme inconnue pour l'instant.
Il cite trois auteurs potentiels de l'attentat :
- l'État islamique ;
- le Parti des travailleurs du Kurdistan (PKK) ;
- le Parti-Front révolutionnaire de libération du peuple (DHKP-C).

Toutefois, la piste de l'État islamique est privilégiée par les enquêteurs turcs. En effet, l'attentat d'Ankara présente des similitudes avec l'attentat de Suruç perpétré par Daesh qui compte environ 2 000 militants en Turquie.
Pour d'autres encore, l’État profond (derin devlet) serait à l'origine de ces explosions en s'appuyant sur le fait que l'attaque s'est déroulée dans le centre politique et institutionnel de la Turquie à quelques kilomètres du Ministère de l'Intérieur et de la Présidence de la République.

### Reprise de la lutte entre la Turquie et le PKK
Le jour de l'attaque, les rebelles kurdes du PKK annoncent un cessez-le-feu jusqu'aux élections de novembre. Cette trêve n'est pas respectée puisque les autorités turques bombardent les positions du PKK en Turquie et en Irak causant la mort d'une trentaine de rebelles kurdes. Lors d'un accrochage sur le sol turc avec le PKK, deux gendarmes turcs sont tués le 11 octobre 2015. Dans le même temps, 43 militants présumés de l'État islamique sont arrêtés par la police turque.

### Le rôle de l'État islamique confirmé
Le 12 octobre 2015, le Premier ministre turc déclare que l'État islamique est le suspect principal du double attentat et annonce dans le même temps que les élections législatives de novembre seront maintenues malgré le climat tendu du pays.
Selon la police turque, les auteurs des explosions seraient deux djihadistes kurdes d'Adıyaman. L'un serait Yunus Emre Alagöz qui est le frère aîné, aussi kamikaze de l'attentat de Suruç, de Abdurrahman Alagöz, et l'autre serait Omer Deniz Dündar. Selon la presse turque, ils étaient connus des services de police.
La justice turque a lancé une enquête à l'encontre du ministre de l'intérieur turc Selami Altinok pour négligence dans l'attentat mais, selon le quotidien Hürriyet, cette enquête doit être validée par le Gouvernement pour que des poursuites pénales soient engagées contre les négligents.
Le 28 octobre 2015, deux semaines et demie après les deux explosions, le bureau du procureur général d'Ankara a confirmé que l'attentat a été commandité par l'État islamique via une cellule djihadiste en Turquie pour faire repousser les élections législatives de novembre.

## Procès
Le procès débute le 7 novembre 2016 à Ankara. Au total, trente-six personnes sont poursuivies et le tribunal s'est réuni cinquante-quatre fois avant de finalement donner son verdict. Entre-temps, un suspect est mort et son dossier est annulé. Le 3 août 2018, neuf personnes reconnues coupables d'avoir participé à l'attentat sont condamnées à la prison à vie et dix autres personnes sont condamnées à des peines de prison allant jusqu'à dix-huit ans pour appartenance à une organisation terroriste,.

## Réactions

### Réactions des partis politiques
Le vice-président du HDP qualifie l'attentat de « massacre » et évoque sa ressemblance avec l'attentat de Suruç et de l'attentat de Diyarbakır du 5 juin 2015.
Le 12 octobre 2015, le HDP annonce que tous ses meetings de campagne seront éventuellement annulés pour des raisons de sécurité.
Le leader du Parti d'action nationaliste (MHP) Devlet Bahçeli condamne l'attentat et accuse le régime d'Erdoğan de « complaisance envers les terroristes ».
Le président du Parti républicain du peuple (CHP) Kemal Kılıçdaroğlu a aussi condamné l'attaque et a accepté l'invitation d'Ahmet Davutoğlu pour discuter sur les explosions.
Le président turc Recep Tayyip Erdoğan condamne l'attaque qu'il qualifie de « haineuse ». Néanmoins, il est accusé d'être le responsable de ces explosions et de nombreux manifestants scandent des slogans de type « Erdoğan, assassin ».

### Manifestations
Plus généralement, des manifestations en réaction à l'attentat ont lieu dans la capitale, et trois jours de deuil national sont décrétés,. Ces manifestations se sont propagées en Turquie et même à l'étranger dans les journées du 10 et 11 octobre 2015.

### Autres
Le Conseil supérieur de l'Audiovisuel de Turquie (RTUK) informe que le Premier ministre turc a mis en place « une censure temporaire des médias au sujet de l’attentat d’Ankara ». Il s'agit plus précisément d'une interdiction de diffusion d'images choquantes notamment celles des explosions. À cette censure des médias s'ajoute une censure non officielle dénoncée par certains qui est la censure des réseaux sociaux et notamment de Facebook et de Twitter.
Un rapport du quotidien turc Cumhuriyet montre l'échec des services de renseignement dans la prévention de cette attaque.
Le 15 octobre 2015, le conseil municipal d'Ankara décide de baptiser le lieu de l'attentat la « Place de la démocratie ».
L'écrivain turc et prix Nobel de littérature 2006, Orhan Pamuk, a vivement critiqué le président turc Recep Tayyip Erdoğan lors d'une interview accordée au quotidien italien La Repubblica au lendemain du double attentat-suicide. Selon lui, le président turc a relancé le conflit kurde pour se venger des Kurdes de Turquie qui n'ont pas voté pour lui lors des élections législatives de juin et, plus généralement, pour attirer l'électorat nationaliste en vue des élections législatives anticipées de novembre,. Il s'est dit attristé par le sort des victimes de l'attentat et la reprise des conflits en Turquie qui a instauré un climat sécuritaire ne profitant qu'au pouvoir en place,.
À Konya, lors d'un match de football opposant la Turquie à l'Islande, des supporteurs turcs ont sifflé, tout en scandant « Allahu Akbar » (Dieu est grand en arabe), la minute de silence en hommage aux victimes de l'attentat d'Ankara. Cette réaction a suscité de vives tensions sur les réseaux sociaux.

### Réactions internationales
Le secrétaire général des Nations unies, Ban Ki-moon, a condamné cette attaque à la bombe et il « espère que les responsables de ces actes terroristes seront rapidement traduits en justice ». Le chef de la diplomatie européenne, Federica Mogherini, dans un communiqué conjoint avec Johannes Hahn, a déclaré que « le peuple turc et toutes les forces politiques doivent rester unis face aux terroristes et contre tous ceux qui tentent de déstabiliser le pays, qui fait face à de nombreuses menaces ». Le secrétaire général de l'OTAN, Jens Stoltenberg, a aussi condamné « l'attaque terroriste ».
De nombreux chefs d'État et de gouvernement ont condamné ces attentats. Le président français François Hollande a quant à lui adressé ses « condoléances au peuple turc » en dénonçant « l'odieux attentat terroriste ». Le ministre des affaires étrangères allemand, Frank-Walter Steinmeier, a ajouté que c'était une « attaque terroriste brutale contre des manifestants pacifiques ». Le président américain, Barack Obama, a condamné « dans les termes les plus fermes l'attaque terroriste ». Le premier ministre russe, Dmitri Medvedev, a condamné l'attentat et a exprimé ses condoléances via Twitter. Le président arménien, Serzh Sargsyan, a exprimé ses condoléances et a condamné les explosions. Le secrétaire d'État des Affaires étrangères et du Commonwealth, Philip Hammond, au nom du Royaume uni, a déclaré avoir « été fortement secoué par les attaques sauvages à Ankara » et indiqué « l'Angleterre est aux côtés du peuple turc ».
Le Premier ministre grec, Aléxis Tsípras, a exprimé sa solidarité avec « les voisins turcs pour la paix et la démocratie ».